# Montagny (Savoie)
Montagny is een gemeente in het Franse departement Savoie (regio Auvergne-Rhône-Alpes) en telt 579 inwoners (2005). De plaats maakt deel uit van het arrondissement Albertville.

## Geografie
De oppervlakte van Montagny bedraagt 13,3 km², de bevolkingsdichtheid is 43,5 inwoners per km².
De onderstaande kaart toont de ligging van Montagny (Savoie) met de belangrijkste infrastructuur en aangrenzende gemeenten.

## Demografie
Onderstaande figuur toont het verloop van het inwonertal (bron: INSEE-tellingen).